# Li Yuanhong

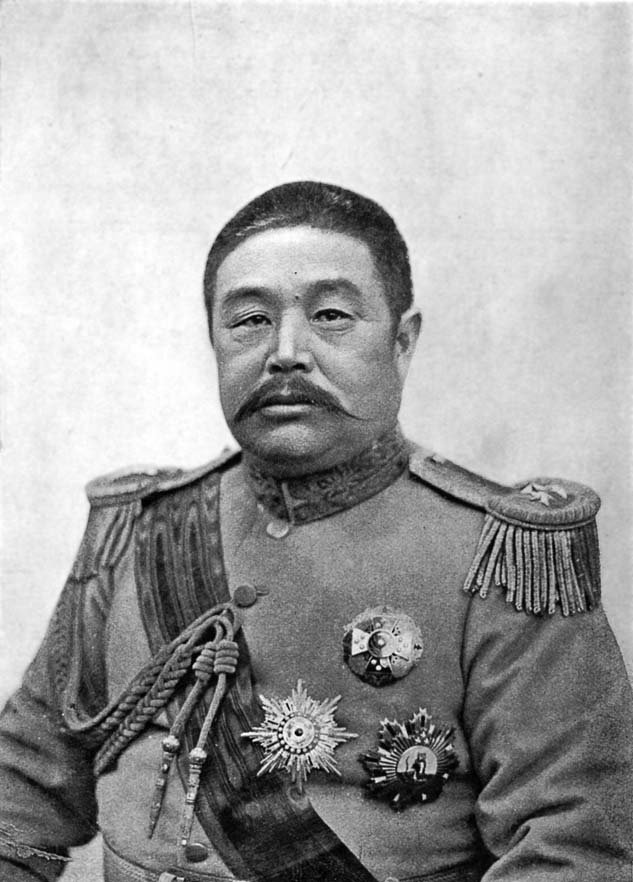
Präsident Li Yuanhong (1917)

Li Yuanhong (chinesisch 黎元洪, Pinyin Lí Yuánhóng, W.-G. Li Yuen-hung; * 19. Oktober 1864 in Huangpi, Hubei; † 3. Juni 1928 in Tianjin) war ein chinesischer General und Politiker während der Qing-Dynastie und der republikanischen Ära. Er war dreimal Präsident der Republik China.

## Frühes Leben
Li Yuanhong wurde in Huangpi in der zentralchinesischen Provinz Hubei geboren. Er war der Sohn eines Qing-Veteranen der Taiping-Rebellion. Im Jahr 1889 absolvierte er die Marineakademie Tianjin und diente als Ingenieur im ersten chinesisch-japanischen Krieg. Sein Kreuzer wurde versenkt,  er überlebte aber dank seines Rettungsgürtels, obwohl er nicht schwimmen konnte. Später trat er in die Hubei-Armee ein und wurde ein leitender Offizier Hankou. Im Jahr 1910 ging er gegen eine Verschwörung zur Revolution vor, die seine 21. gemischte Brigade infiltriert hatten. Er verhaftete allerdings niemanden, der in subversiven Aktivitäten involviert war und ging nicht gegen die Verdächtigten vor.

## Nationale Bekanntheit
Als die Xinhai-Revolution von 1911 ausbrach, brauchten die Wuchang-Meuterer einen öffentlich bekannten hohen Offizier als Führungsfigur. Li wurde sehr respektiert, hatte die Eisenbahnschutzbewegung unterstützt und konnte Englisch, was im Umgang mit ausländischen Konzernen hilfreich war. Er wurde Berichten zufolge aus seinem Versteck unter dem Bett seiner Frau gezerrt und mit vorgehaltener Waffe gezwungen, provisorischer Militärgouverneur von Hubei zu werden, obwohl er mehrere der Rebellen getötet hatte. Obwohl anfangs widerwillig, begrüßte er die Revolution nach ihrer wachsenden Dynamik und wurde am 30. November zum Militärgouverneur Chinas ernannt. Der Qing-Premier Yuan Shikai verhandelte am 4. Dezember mit ihm über einen Waffenstillstand. Obwohl Li die Rebellenarmee befehligte, wurde Sun Yat-sen von der Revolutionären Allianz am 1. Januar 1912 der erste provisorische Präsident in Nanjing. Li wurde zum Vize-Präsidenten ernannt und er bildete für den Kampf um die Präsidentschaft die „Volksgesellschaft“. Unterdessen war der Norden immer noch unter der Kontrolle der Qing. Eine Verhandlung brachte Sun dazu, zugunsten von Yuan Shikai als Präsident zurückzutreten, während Li seine Vizepräsidentschaft behielt. Dies beendete die Qing-Dynastie und vereinigte Nord- und Südchina. Die Volksgesellschaft fusionierte später mit der pro-Yuan republikanischen Partei. Im Jahr 1913 verschmolz er die Republikaner mit der Demokratischen Partei von Liang Qichao zur Progressiven Partei. Die Progressiven wurden zu den größten Rivalen der von Sun geführten Oppositions-Nationalisten. Er unterstützte Yuan während der Zweiten Revolution gegen Sun, was zur Feindschaft mit ehemaligen Kameraden führte. Als Yuan seinen Präsidentenputsch durchsetzte, wurde Li als potentielle Bedrohung angesehen und in Peking interniert, wo er ein passiver Beobachter unter Yuans Kontrolle war. Yuan konnte Li nie völlig vertrauen, weil er kein Protegé innerhalb des inneren Kreises der Beiyang-Armee war und aufgrund seiner früheren Verbindung mit den Revolutionären. Trotzdem verheiratete Yuan seinen Sohn mit Lis Tochter, um ihre Beziehungen zu stärken. Li behielt sein Amt und seine Ehrungen als Vizepräsident, hatte aber keine faktische Macht. Einige Fraktionen forderten Li auf, die Präsidentschaft zu beanspruchen, als Yuan sich 1916 zum Kaiser krönte. Dieser weigerte sich jedoch aus Angst um sein Leben, lehnte aber auch den von Yuan im Reich Chinas (1915-1616) gewährten Adelstitel Prinz ab. Diese Entscheidung sollte ihm später noch von Vorteil sein. Li blieb während der monarchischen Übergangsperiode bis zum Tod von Yuan in selbstgewählter Isolation in seiner Residenz.

## Präsidentschaft und späteres Leben
Li war vom 7. Juni 1916 bis zum 17. Juli 1917 Präsident. Als Yuan starb, hinterließ er ein Testament, das Lis Namen enthielt, zusammen mit denen von Premier Duan Qirui und Xu Shichang. Das Testament war eine kaiserliche Tradition, die vom Kangxi-Kaiser begonnen wurde und in der Republik nicht verfassungsmäßig war. Dennoch zwangen die Beiyang Generäle Li auf dieser Grundlage ins Amt, da er für die rebellischen südlichen Provinzen akzeptabel war. Li versuchte, zur verfassungsmäßigen Ordnung von 1912 zurückzukehren, die tatsächliche Macht wurde jedoch von Duan ausgeübt. Nachdem sie zweieinhalb Jahre zuvor aufgelöst worden war, trat die Nationalversammlung der Republik China am 1. August 1916 wieder zusammen. Duan wollte China am Ersten Weltkrieg beteiligen, aber Li zögerte. Sie widersprachen sich stark in Duans Entscheidung, die Verbindungen zu Deutschland abzubrechen. Li zwang Duan am 23. Mai 1917 zum Rücktritt, als die Geheimkredite des Premierministers aus Japan aufgedeckt wurden. Duan floh nach Tianjin, um eigene Streitkräfte aufzustellen und die meisten Generäle verließen die Regierung. Daraufhin bat Li den General Zhang Xun um Hilfe. Im Gegenzug bat Zhang um die Auflösung des Parlaments, was am 13. Juni gewährt wurde. Zhang, der insgeheim Deutschland unterstützte, besetzte vom 14. Juni bis zum 12. Juli 1917 überraschend Peking und nahm den Präsidenten gefangen. Zhang versuchte am 1. Juli, Kaiser Puyi und die Qing-Dynastie wiederherzustellen, was den Verlust des größten Teils seiner Unterstützung zur Folge hatte. Li wurde in die japanische Gesandtschaft entlassen, wo er Duan um Hilfe bei der Rettung der Republik bat. Duan stürzte Zhang innerhalb von zwei Wochen und stellte die Republik am 12. Juli wieder her; Duan selbst wurde am 14. Juli wieder Premierminister. Vizepräsident Feng Guozhang wurde in Nanjing zum amtierenden Präsidenten ernannt. Am 17. Juli trat Li offiziell von seinen Ämtern zurück und zog sich in den Ruhestand nach Tianjin zurück.
Zwischen dem 11. Juni 1922 und dem 13. Juni 1923 war er erneut Präsident von China, nachdem Cao Kun Präsident Xu Shichang zum Rücktritt gezwungen hatte. Li wurde ausgewählt, weil er von allen Fraktionen respektiert wurde und er hoffte, das Land wiedervereinigen zu können. Er akzeptierte nur aufgrund privater Zusicherungen, dass private Milizen aufgelöst werden sollten. Diese Forderungen wurden jedoch nie erfüllt. Wie in seiner ersten Amtszeit berief er die ursprüngliche Nationalversammlung ein, er war jedoch noch machtloser als zuvor. Er organisierte das „Able Men Cabinet“, das aus angesehenen Experten bestand, revidierte diese Entscheidung jedoch, nachdem er den Finanzminister wegen einer Untersuchung zu Gerüchten und Indizien festnehmen ließ. Ein Gericht verwarf diese Anklage. Cao hegte bald Präsidentschaftsambitionen und orchestrierte Streiks um Li aus dem Amt zu drängen. Cao ging so weit, zu versuchen, die Nationalversammlung zu bestechen und Li zu beschimpfen. Als Li die Hauptstadt verließ, versuchte er das Präsidentensiegel mitzunehmen, wurde aber abgefangen. Er floh zur medizinischen Behandlung nach Japan  und kehrte 1924 nach Tianjin zurück, wo er später starb. Sein 1935 erbautes und 2011 restauriertes Grab befindet sich auf dem Campus der Central China Normal University in Wuhan.